# Universidad de Puerto Rico
La Universidad de Puerto Rico (UPR) es un sistema público universitario de Puerto Rico. Es el sistema universitario más grande de Puerto Rico, y cuenta con once campus alrededor de la isla con una matrícula de más de 54.940 estudiantes en el 2018.

## Historia
Fue fundada en 1903. Se estableció en la ciudad de Fajardo la Escuela Normal Insular, con el propósito de preparar y adiestrar maestros para servir en el sistema de instrucción pública, fundado por ley al ocurrir el cambio de soberanía de España a Estados Unidos. Al año siguiente, la Escuela Normal Insular se trasladó a Río Piedras por iniciativa del Dr. Martín G. Brumbaugh, primer Comisionado de Instrucción Pública. Al crearse la Universidad de Puerto Rico, la Escuela Normal Insular se convirtió en el Departamento de Normal. Con el tiempo, el Departamento de Normal pasó a ser la institución universitaria que hoy se conoce como la Recinto de Río Piedras, la entidad educativa que con el tiempo se convirtió en el sistema de educación superior público.
1908. El gobierno de Estados Unidos le otorga ayuda financiera a la UPR como parte de la ley Morrill-Nelson, convirtiendo a la universidad en una institución por concesión de tierras. Con estos nuevos fondos se funda, en Mayagüez, en el 1911, el Colegio de Agricultura que, un año más tarde, se le llama el Colegio de Agricultura y Artes Mecánicas (CAAM).
1966. Se firma una ley comúnmente conocida como la "Ley de la Universidad," la cual regula su reestructuración. Esta ley trae los siguientes cambios importantes:
- Le otorga completa autonomía a la Escuela de Medicina convirtiéndola en el Recinto de Ciencias Médicas.[10]
- Le otorga completa autonomía a los recintos de Río Piedras y de Mayagüez. A este se le conoce como el Recinto Universitario de Mayagüez (RUM), nombre que todavía conserva. Díaz González define autonomía como “la capacidad que poseen algunos cuerpos dentro del estado, de autogobernarse llegando a estatuir leyes propias.”[11]
- Dotó a la Universidad de una junta de gobierno a la que denominó Consejo de Educación Superior.[12]

1962 al 67. Bajo la Administración de Colegios Regionales se crean los colegios regionales de Arecibo, Cayey y Humacao.
1969. El colegio regional de Cayey pasa oficialmente a ser autónomo.
1969. Se creó el colegio regional de Ponce.
1970. Se creó el colegio regional de Bayamón.
1972. Se creó el colegio regional de Aguadilla.
1973. Se creó el colegio regional de Carolina.
1978. Se creó el colegio regional de Utuado. UPRU
1992. El colegio regional de Aguadilla pasó a ser autónomo. 
1993. Mediante la Ley Número 17 se separaron las funciones de acreditar las instituciones públicas y privadas de educación superior en Puerto Rico de las funciones correspondientes al gobierno de la Universidad; funciones que desempeñaba el Consejo de Educación Superior. Se crea la Junta de Síndicos la cual vino a ser el nuevo cuerpo rector de la Universidad de Puerto Rico.
1998. El colegio regional de Bayamón obtuvo su autonomía.
2010. De acuerdo con el prestigioso Ranking Iberoamericano SIR 2010 la Universidad de Puerto Rico (UPR), ocupó la posición número 34 de un total de 607 Instituciones de Educación Superior en Iberoamérica. El estudio reveló, además, que la UPR ocupó el lugar 15 en la lista de 489 Instituciones de Educación Superior con mayor actividad de investigación científica en Latinoamérica y el Caribe. La UPR fue la única institución de educación superior de la isla que ocupó un lugar privilegiado en el Ranking Iberoamericano SIR 2010, informó el Presidente de la UPR, José Ramón de la Torre. El Ranking Iberoamericano SIR 2010 se presenta como una herramienta de análisis y evaluación de la actividad investigadora de las Instituciones de Educación Superior en Iberoamérica. El ranking incluyó todas las universidades iberoamericanas que han producido alguna comunicación científica durante el año 2008. Para estas instituciones se analizaron los datos de publicación y citación correspondientes al periodo 2003-2008. Para los datos en citación se analizaron todas las publicaciones del mundo en el periodo establecido. Para su elaboración se analizaron las publicaciones científicas incluidas en el índice de citas de Scopus producido por Elseiver. Scopus es la mayor base de datos científica del mundo con más de 20 mil publicaciones científicas, incluyendo más de 17 mil revistas “per review”, libros y actas de congresos. El Ranking Iberoamericano SIR 2010 estuvo a cargo del prestigioso GRUPO SCIMAGO, reconocido mundialmente por sus estudios relacionados al análisis de la calidad investigativa en las instituciones de educación superior en el mundo.
Hulega del 2010 paralizó once de los recintos. Los estudiantes se esperaban en contra de la imposición de una quota de $800 y otros recortes.
En el 2017 estudiantes organizaron la Gran Hulega del 2017 en contra de recortes al presupuesto de la UPR impuestos por la Junta de Control Fiscal. 
En septiembre del 2017 el impacto del huracán María causó daños ascendiendo a un total de $118 millones.

## Las unidades
La Universidad de Puerto Rico está compuesta por once unidades. Solamente tres de sus unidades ostentan el rango de recintos, siendo éstos los recintos de Río Piedras, Mayagüez y Ciencias Médicas.

### Universidad de Puerto Rico en Aguadilla (UPRAG)

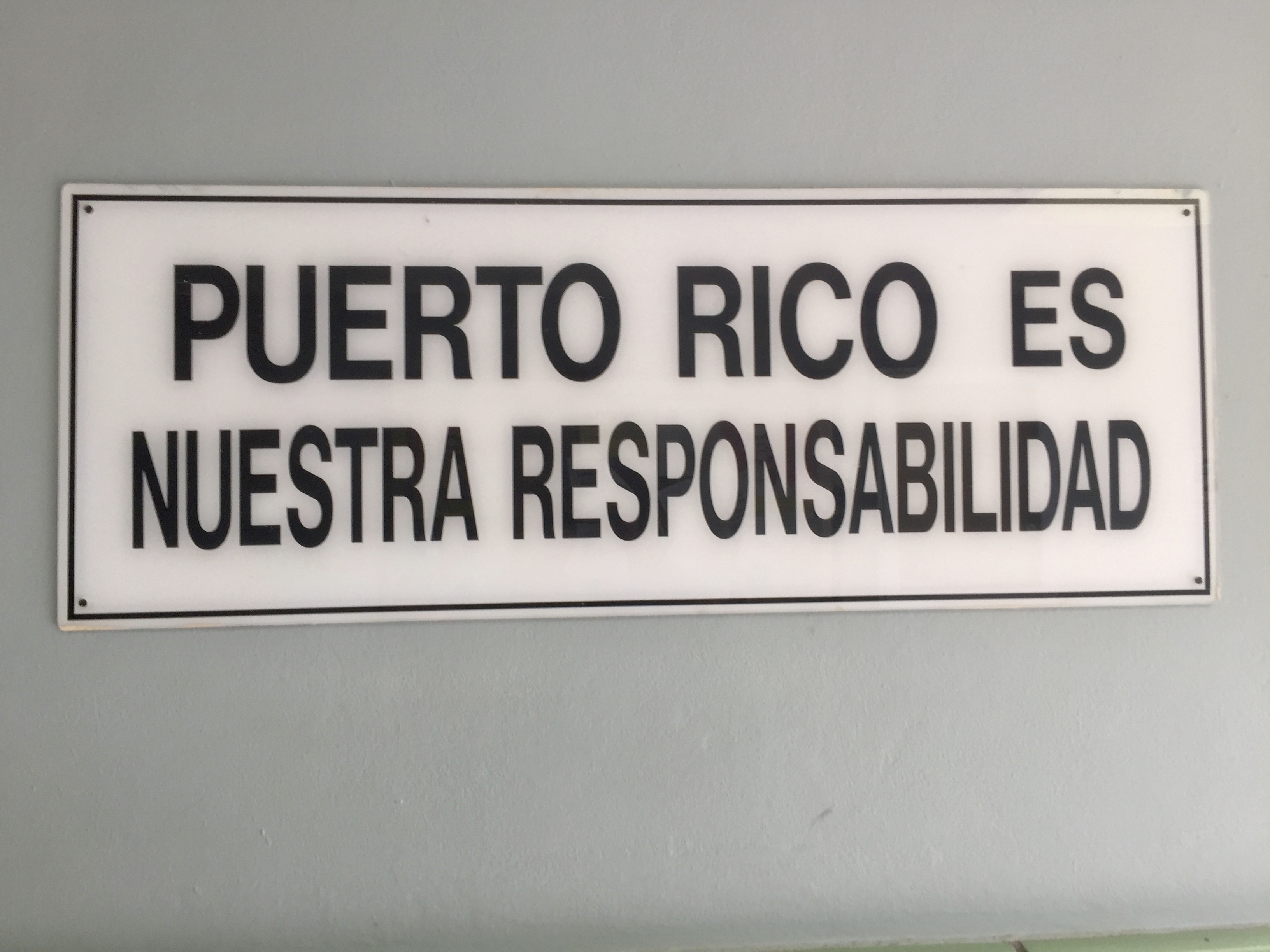
Letrero en el departamento de humanidades de Aguadilla

La Universidad de Puerto Rico en Aguadilla (UPRAG) se estableció en 1972 con una matrícula de 397 estudiantes y una facultad de 26 profesores. Para el año académico 2008-2009 la matrícula fue de 3,036 estudiantes y una facultad de 183 profesores. El 83% de los estudiantes provienen de la región noroeste de Puerto Rico y la mayoría (el 90%) estudia a tiempo completo. El Colegio inició sus operaciones en un edificio ubicado en la Avenida Yumet Méndez en el pueblo de Aguadilla, pero en 1975 se mudó a sus actuales instalaciones en la antigua Base Ramey. El campus ocupa aproximadamente 10 cuerdas de terreno y cuenta con estructuras de diferentes niveles que albergan sus instalaciones.

### Universidad de Puerto Rico en Arecibo (UPRA)
La Universidad de Puerto Rico en Arecibo se fundó en el año 1967 con el nombre Colegio Regional de Arecibo. Inició sus operaciones en agosto de ese mismo año con una matrícula de 515 estudiantes y una facultad de 28 profesores. En el año 1974 se inauguraron las actuales dependencias, que están ubicadas en una finca de sobre 50 cuerdas en el Barrio Hato Abajo, Sector Hoyo Los Santos, Carretera 653, km 0.8, Arecibo, Puerto Rico. Ese mismo año, el Colegio fue acreditado por la Middle States Commission on Higher Education (MSCHE) por primera vez.

### Universidad de Puerto Rico en Bayamón (UPRB)
La Universidad de Puerto Rico en Bayamón es la tercera unidad en relación con la cantidad de estudiantes matriculados, ya que cuenta con más de 4,189 estudiantes. Está radicada en la Carretera 174 #170 al sur de la Escuela Vocacional Tomás C. Ongay en el área Industrial de Minillas. Se ofrecen programas de bachillerato y programas de transferencia donde los estudiantes terminan sus primeros dos años de estudios básicos para luego transferirse a otras unidades de la Universidad de Puerto Rico a completar un Bachillerato.

### Universidad de Puerto Rico en Carolina
La Universidad de Puerto Rico en Carolina inició sus labores el 23 de septiembre de 1974 bajo la Administración de Colegios Regionales, mediante la Certificación núm. 71 (1973-74) del Consejo de Educación Superior. El Colegio comenzó sus funciones con un calendario académico de cuatrimestres, el cual divide el año académico en tres períodos consecutivos de doce (12) semanas cada uno, resultando ser el único en el Sistema de la Universidad de Puerto Rico.  Ubicada en un área de gran desarrollo en el Municipio de Carolina, atiende principalmente las necesidades educativas y profesionales de la región noreste de Puerto Rico, incluyendo los municipios de Carolina, Trujillo Alto, Canóvanas, Río Grande, Loíza, Fajardo, Vieques y Culebra. Actualmente cuenta con una facultad de 200profesores y alrededor de 232 empleados en el área administrativa. La Institución ha experimentado un gran aumento en la demanda por sus programas. La Facultad en su reunión del 17 de septiembre de 1997, expresó su determinación de convertirse en una unidad autónoma dentro de la categoría de unidades institucionales de la Universidad de Puerto Rico. Esta fue efectiva el 1 de julio de 1999, constituyéndose esta unidad como la Universidad de Puerto Rico en Carolina.

### Universidad de Puerto Rico en Cayey (UPRC)
Fundado en 1967 como colegio regional en la sede de un antiguo campamento militar, se convierte en colegio universitario en 1969 y adquiere autonomía el 2 de abril de 1982 por resolución del Consejo de Educación Superior. 
La Universidad de Puerto Rico en Cayey se distingue por ser el único campus universitario especializado en Artes liberales del Caribe. Cuenta con el Museo Dr. Pío López Martínez, el cual se destaca por exhibir varias obras del reconocido pintor cayeyano Ramón Frade. 

### Recinto de Ciencias Médicas (RCM)
El Recinto de Ciencias Médicas contiene seis escuelas profesionales de salud entre ellas: Escuela de Salud Pública, Escuela de Profesiones de la Salud, Escuela de Medicina, Escuela de Farmacia, Escuela de Enfermería y la Escuela de Medicina Dental.  Una de los ofrecimientos académicos de  la Escuela de Profesiones de la Salud lo es la Maestría en Administración de Información de Salud.

### Universidad de Puerto Rico en Humacao (UPRH)
Fundado en 1962, tiene el currículo en Ciencias Biológicas más variado y cuenta dos Programas de Bachillerato únicos en Puerto Rico. Estos son Biología y Cuidado de Vida Silvestre Archivado el 11 de marzo de 2007 en Wayback Machine. y Biología Marina Costanera. También se cubren los bachilleratos en Microbiología y en Biología General Archivado el 11 de marzo de 2007 en Wayback Machine.. Otras áreas de estudio los son la Física, Química, Matemáticas, Administración de Sistemas de Oficinas, Administración de Empresas, Comunicaciones, Trabajo Social entre otras. Su matrícula supera los 3.000 estudiantes en el 2018.

### Recinto Universitario de Mayagüez (UPRM)
El recinto es el segundo recinto más grande del sistema universitario público de Puerto Rico y es reconocido por su lema "Antes, Ahora Y Siempre... ¡Colegio!". El recinto es acreditado por la Middle States Commission on Higher Education. El recinto se divide en cuatro facultades: Ciencias Agrícolas, Artes y Ciencias, Ingeniería y Administración de Empresas. El Recinto Universitario de Mayagüez ha graduado 87,016 colegiales.

### Universidad de Puerto Rico enPonce(UPRP)
La Universidad de Puerto Rico en Ponce se inauguró el 23 de agosto de 1970, en consonancia con la Ley 75 del 19 de junio de 1961. Su facultad inicial fue de 24 profesores y 361 estudiantes, provenientes de los diferentes municipios de la Región Sur de Puerto Rico. Se matricularon en cursos técnicos de Contabilidad, Ciencias de Computadoras, Delineación Arquitectónica, Gerencia Comercial, Gerencia Industrial, Refrigeración y Acondicionador de Aire, Tecnología en Ingeniería Civil, Terapia Física, Terapia Ocupacional, y en los programas correspondientes a los primeros años de Bachillerato en Artes o Ciencias.
En el año 1972 se añadieron los cursos correspondientes al Grado Asociado en Ciencias Secretariales. En el año 1973, se comenzó a otorgar el Grado Asociado en Artes y Ciencias a los estudiantes de Traslado. Los salones de clases, laboratorios de Biología, Química y Física, la Biblioteca, Salón de Actos, Mantenimiento y Administración, se ubicaron en diez edificios provisionales. En el año 1976 se añadieron los cursos correspondientes al Grado Asociado en Tecnología Automotriz.
Durante el año académico 1973-74, se iniciaron los trabajos para el desarrollo de la planta física del Colegio con edificios de carácter permanente. En 1974, se construyó el Edificio Académico con los salones de clases, oficinas, dos auditorios y diversos laboratorios y un moderno teatro con cabida para 500 personas. Además, se ampliaron las instalaciones físicas con dos edificios adicionales: uno con nueve salones de clases y otro para oficinas de profesores. Este plan culminó en el año 1979, con la construcción del edificio para la Biblioteca, el Centro Estudiantil, salones de clases, dos anfiteatros y diversos laboratorios.
En el 1980, se trasladaron varios de los servicios a las nuevas facilidades. Se recibió la primera visita por parte de la Asociación Americana de Terapia Física, agencia que acredita programas de educación en Terapia Física en Puerto Rico y fuera del país. Ese mismo año, el programa fue acreditado, siendo el primer programa en recibir una acreditación profesional en la institución. En 1982, el Colegio pasó de ser el Colegio Regional de Ponce a Colegio Universitario Tecnológico de Ponce, mediante la Certificación Núm. 170 emitida por el Consejo de Educación Superior. Se autorizó el ofrecimiento del Bachillerato de Administración de Empresas y el Bachillerato en Ciencias Secretariales. Durante el año 1985, se comenzó a ofrecer el Bachillerato en Artes en Educación Elemental y el Bachillerato en Tecnología en Ciencias de Computadoras, con especialización en Sistemas de Información Computadorizados. En agosto de 1992, se comenzó el Programa de Estudios de Honor para estudiantes talentosos. La Universidad Nocturna para Adultos (UNA) dio inicio en 1993. Este mismo año comenzó el Bachillerato en Terapéutica Atlética.
El 6 de septiembre de 1996 se colocó la primera piedra para la construcción del Edificio de Usos Múltiples que ayudaría a fortalecer, entre otros, el programa atlético del Colegio. 4
A partir del Segundo Semestre del año académico 1996-1997, la Unidad cuenta con facilidades de una Estación de Correo Federal (U.S. Post Office) y un cajero automático para beneficio de toda la comunidad universitaria.
En el 1998 se otorgó la Autonomía al Colegio mediante la Certificación Núm. 151-1997-98 de la Junta de Síndicos, cambiando el nombre a Colegio Universitario de Ponce. Esta autonomía desliga a la Unidad de la Administración de Colegios Regionales y provee para la creación del Senado Académico y la Junta Administrativa, cuerpos deliberativos y representativos de la comunidad universitaria. Se nombró a la Dra. Irma Rodríguez como la Primera Rectora del Colegio Universitario de Ponce. Además, se comenzaron a ofrecer los programas de Bachillerato en Psicología Forense y en Psicología y Salud Mental.
En el año 2000 el Consejo de Educación Superior autorizó el cambio del nombre del Colegio a Universidad de Puerto Rico en Ponce, mediante la Certificación Núm. 2000-205. En ese mismo año se inauguró el Edificio de Usos Múltiples Víctor M. Madera con salones, cancha bajo techo para 1,500 personas, gimnasio y baños para atletas. Se construyó, además, un estacionamiento para estudiantes con 920 espacios, se reconstruyeron los Edificios C y K y se construyó el Centro de Desarrollo Preescolar. Se creó además la oficina de Relaciones con la Comunidad.
En el 2001 la Junta de Síndicos aprobó el establecimiento del Bachillerato en Ciencias Naturales con concentraciones en Biomédica, Biología con subconcentraciones en Evaluación de Biodiversidad, Biotecnología y Evaluación de Ambiente Marino Costanero.
En verano de 2002, el Presidente de la Universidad de Puerto Rico, Lic. Antonio García Padilla, designó diez (10) de los once (11) rectores para el Sistema de la Universidad de Puerto Rico. Esto permitió el inicio de la implantación de su Plan de Trabajo y, a su vez, los planes de trabajo que presentaron los rectores en los procesos de consulta. El Rector de Ponce, Prof. Jaime C. Marrero Vázquez, delineó en este la necesidad de revisar la Misión de este Colegio, la vitalización de los programas académicos y la atención a los procesos administrativos, de planificación y planta física.
Las oficinas de Recursos Externos y Desarrollo, Exalumnos, y Estudios Internacionales fueron inauguradas. El Instituto de Estudios Urbanos fue inaugurado en el 2003. Entre el 2002 y el 2004 se habilitaron oficinas para 20 profesores.
En el 2004, se conciliaron las diferencias entre la Universidad de Puerto Rico y la Autoridad de Carreteras en cuanto al paso de la carretera a desnivel por los terrenos del Colegio, lo cual dio paso a atender la Certificación 2002-2003-104 de la Junta Administrativa de nuestro Colegio. Además, se comenzó la elaboración del Marco de Desarrollo Físico y Programático para los próximos 15 años.
En el año académico 2004-2005, se institucionalizó el componente de Título V. En el segundo semestre, se renueva la acreditación de la Middle States Association y el Consejo 5 de Educación Superior sin señalamientos ni visitas de seguimiento. Además, la Oficina del Contralor de Puerto Rico reconoció la excelencia institucional en el manejo de los procesos administrativos con una evaluación de un 100% para ese mismo año académico en el Programa de Criterios de Excelencia.
Al finalizar el año académico 2005-2006 todos los programas de traslado se articularon con las respectivas unidades y otras unidades solicitaron articular sus programas de traslado con programas de bachillerato que ofrece Ponce. La remodelación de la Biblioteca empezó en abril del 2006, pautada para finalizarse en abril de 2007. La Universidad vino a tomar presencia con un nuevo acceso, carretera y estacionamiento hacia el lado oeste en colindancia con Plaza del Caribe. En ese año académico también se delineó la Misión Institucional y su Plan Estratégico 2006-2010. Además, la Oficina del Contralor de Puerto Rico nos distinguió en su nuevo Programa de Prevención-Anticorrupción, además del Programa de Criterios de Excelencia, con una evaluación de100%.
En las Justas 2013 del la Liga Atlética Interuniversitaria de Puerto Rico, Brian Daniel Martínez, obtuvo la primera medalla en atletismo para esta unidad institucional. Llevándose la medalla de bronce en la carrera de los 10 000 metros masculino.

### Recinto de Río Piedras (UPRRP)

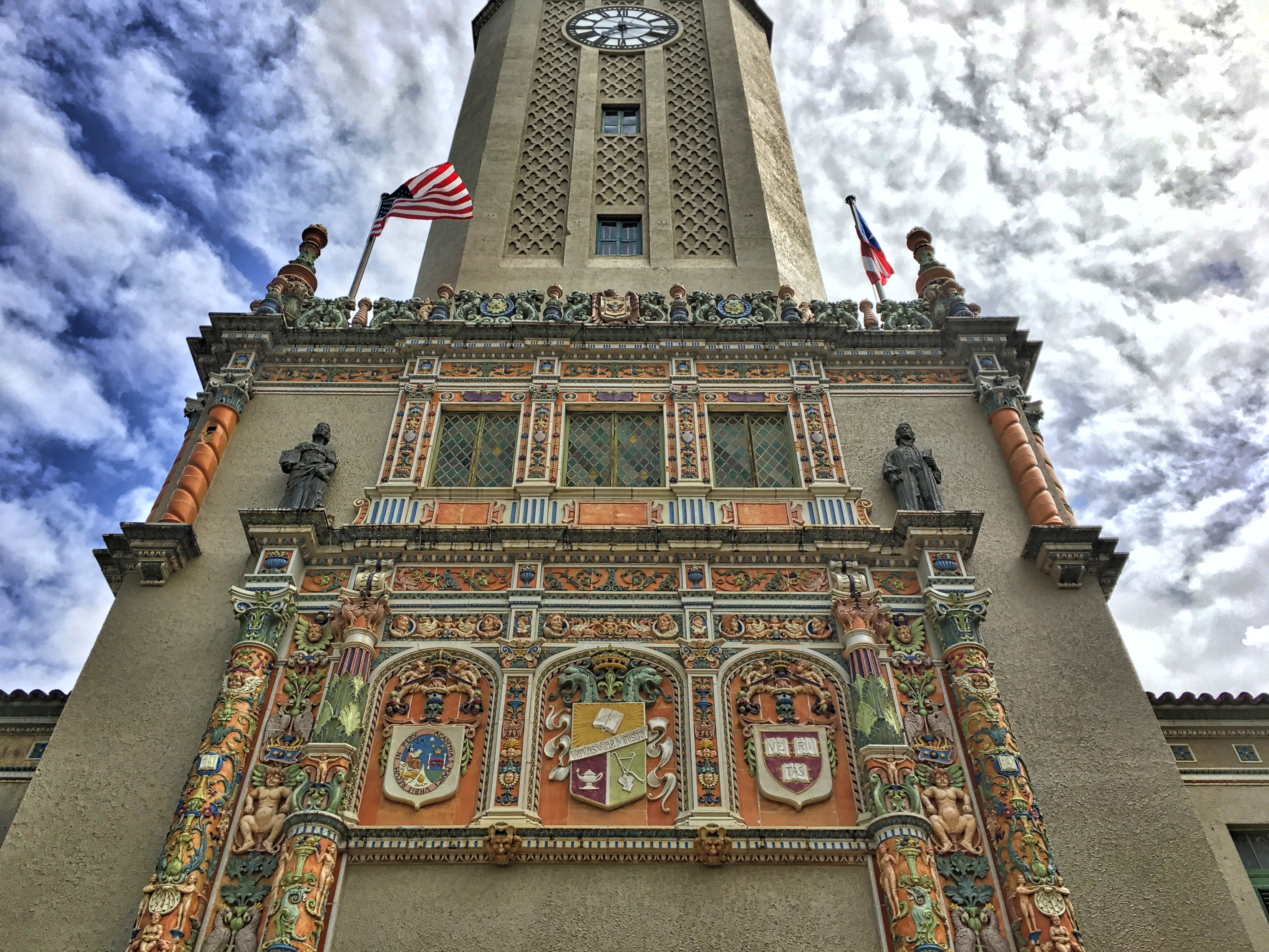
La "Torre del Reloj" de la Universidad de Puerto Rico incluye los escudos de la Universidad de Harvard (derecha) y la Universidad de San Marcos (izquierda), al ser estas las universidades más antiguas de Estados Unidos y América, respectivamente.
(La Universidad Nacional Autonoma De México, es la mas antigua de Norteamerica).
La Universidad de Puerto Rico aspira heredar de estas históricas universidades sus centenarias tradiciones educativas.

El recinto más grande de la Isla, tiene departamentos en Derecho, Arquitectura, Ciencias Naturales, Ciencias Sociales, Humanidades, Bellas Artes, Comunicación, Educación, entre otros; al igual que programas graduados. Los equipos masculinos atléticos son los Gallitos y de las mujeres las Jerezanas. Es el primer centro docente del país, fundado en el 1903. Su símbolo por excelencia es la Torre que conecta con la Avenida Universidad. Tiene una estación accesible del Tren Urbano (Universidad: estación subterránea). 
Consta de 12 colegios: las facultades de Educación, Humanidades, Estudios Generales, Ciencias Naturales, Ciencias Sociales y Administración de Empresas; y las escuelas de Arquitectura, Comunicación, Graduada de Derecho, Graduada de Ciencias y Tecnología de la Información (antes Bibliotecología), Graduada de Planificación y la División de Educación Continua y Estudios Profesionales (DECEP).

### Universidad de Puerto Rico en Utuado (UPRU)
Es una institución educativa que enfoca sus esfuerzos en satisfacer las necesidades de la región a la cual sirve. Enmarca en su misión ofrecer educación universitaria a los residentes de la Región Central, con énfasis en programas agrícolas. Sin embargo, también se ofrecen grados asociados en Administración de Empresas y Sistemas de Oficinas, Programas de traslados en las áreas de Pedagogía, Ciencias Naturales, Ciencias Sociales y Agricultura General y grados de bachillerato en Sistemas de Oficina, Administración de Empresas, Educación Elemental y Agricultura Sustentable. Actualmente cuenta con 240 estudiantes de matricula. Es el recinto con la menor cantidad de estudiantes del Sistema UPR.

## Sociedades
| Fraternidades - Alpha Phi Omega - Phi Eta Mu - Phi Sigma Alpha * - Nu Sigma Beta - Phi Epsilon Chi (ΦΕΧ) - Alpha Beta Chi - Phi Delta Gamma - Zeta Phi Beta - Phi Zeta Chi - Alpha Omicron Sigma - Rho Omicron Rho - Sigma Phi Chi - Alpha Psi Alpha - Delta Phi Theta | Sororidades - Mu Alpha Phi - Eta Gamma Delta - Nu Delta Sigma - Sigma Epsilon Chi - Eta Phi Zeta - Zeta Phi Sigma - Rho Omicron Sigma |

## Enlaces a recintos y unidades
- Recinto de Aguadilla
- Recinto de Arecibo
- Recinto de Bayamón
- Recinto de Carolina
- Recinto de Cayey
- Recinto de Ciencias Médicas
- Recinto de Humacao
- Recinto de Mayagüez
- Recinto de Ponce
- Recinto de Río Piedras
- Recinto de Utuado